# Éditions Oui Dire
 (septembre 2013).
Si vous disposez d'ouvrages ou d'articles de référence ou si vous connaissez des sites web de qualité traitant du thème abordé ici, merci de compléter l'article en donnant les références utiles à sa vérifiabilité et en les liant à la section « Notes et références ».
Éditions Oui Dire est une maison d’édition spécialisée dans la production de disques de contes. 
Elle a été créée en 2003 par Sylvain Houset et Pascal Dubois à Grenoble sous le nom de l'Oreille Hardie, elle prendra ensuite le nom de Oui'Dire éditions. En 2006, la maison s'est installée à Valence. 
Elle a diversifié ses collections s’adressant à tous les publics, de la petite enfance à l’âge adulte. Elle propose des grands récits traditionnels, des contes, des mythes, des récits de vie et des créations contemporaines. Oui'Dire produit principalement des conteurs de l’espace francophone (France, Québec, Belgique, Suisse, Moyen-Orient)

## Les collections
Fin 2012, 55 références sont réparties dans 5 collections  :
- Contes d’auteurs, la première collection de la maison.
- La puce à l’oreille, à destination de la jeunesse.
- Contes croisés,  en partenariat avec les festivals de conte.
- Rumeurs rebelles, en partenariat avec les éditions québécoises Planète rebelle.
- À la marge,  regroupe les hors série  : poésie, nouvelles.

## Distribution
- Distribution physique - France : Librairies, Oui'Dire éditions - Disquaires et Chaînes de distributions, Harmonia Mundi - Québec, Dimedia - Suisse, Heidiffusion / Servidis.
- Distribution numérique, Believe.

## Prix et récompenses
- 2012
  - Salomon et la reine de Saba, de Catherine Zarcate. Prix handi-livre du Meilleur livre audio[2].
  - Le temps des semailles, de Renée Robitaille. Prix du public la plume de paon, catégorie «contemporain»[3].
  - Histoires insolites, album collectif. Prix du public la plume de paon, catégorie «jeunesse»[4].
- 2011
  - La véritable histoire du haricot magique, de François Vincent. Coup de cœur de l’Académie Charles Cros[5].
- 2010
  - Récits de vie en temps de guerre, de Jihad Darwiche. Prix handi-livre du meilleur livre audio[6].
  - L’épopée de Gilgamesh, de Claudie Obin. Grand prix la plume de paon, catégorie « jeunesse »[7].

## Sources
- L’Humanité du 3 octobre 2009 - Les lettres Françaises [8]- Platero y yo
- La Revue des livres pour enfants, décembre 2007 - Sorcières, Ogresses et mauvaises Fées
- France Info - Août 2004 - Contes et légendes par Aurélie Kieffer - Contes italiens, in bocca al lupo